# Шукла, Шрилал
Пандит Шрилал Шукла (хинди श्रीलाल शुक्ल, англ. Shrilal Shukla; 31 декабря  1925, Атраули, округ Алигарх — 28 октября 2011, Лакхнау) — индийский писатель

 на хинди. Лауреат высшей литературной премии Индии — Джнянпитх (2009).

## Биография
В 1947 году окончил Аллахабадский университет. С 1949 года — на государственной службе. В 1979—1980 годах работал директором Академии Бхартенду Натья в Уттар-Прадеш. Член Консультативного совета Сахитья Академии (Академия литературы, 1982—1986).
Умер после продолжительной болезни.

## Творчество
Дебютировал в 1957 году, опубликовав роман Sooni Ghaati Ка Sooraj. Затем в 1958 году последовал сборник сатирических рассказов Angad Ка Paanv.
Автор более двадцати пяти томов, включая романы, сборники рассказов и сатирические эссе. В своих произведениях высмеивал правительственную бюрократию, идею деревень Индии как утопического убежища для чистых сердцем людей.

## Избранные произведения
Романы
- Sooni Ghaati Ka Sooraj — 1957
- Agyaatvaas — 1962
- Raag Darbari — 1968
- Aadmi Ka Zahar — 1972
- Seemayein Tootati Hain — 1973
- Makaan — 1976
- Pehla Padaav — 1987
- Bisrampur Ka Sant — 1998
- Babbar Singh Aur Uske Saathi — 1999
- Raag Viraag — 2001

Сатирические сочинения
- Angad Ka Paanv — 1958
- Yahaan Se Vahaan — 1970
- Meri Shreshtha Vyangya Rachnayein — 1979
- Umraaonagar Mein Kuchh Din — 1986
- Kuchh Zameen Mein Kuchh Hava Mein — 1990
- Aao Baith Lein Kuchh Der — 1995
- Agli Shataabdi Ka Sheher — 1996
- Jahaalat Ke Pachaas Saal — 2003
- Khabron Ki Jugaali — 2005

Сборники рассказов
- Yeh Ghar Mera Nahin — 1979
- Suraksha Tatha Anya Kahaaniyan — 1991
- Iss Umra Mein — 2003
- Dus Pratinidhi Kahaaniyan — 2003

Мемуары
- Mere Saakshaatkaar — 2002
- Kuchh Saahitya Charcha Bhi — 2008

Литературная критика
- Bhagwati Charan Varma — 1989
- Amritlal Naagar — 1994
- Agyeya: Kuchh Rang Kuchh Raag — 1999

## Награды
- 1970 — Премия Академии литературы (Sahitya Akademi Award)
- 1978 — Премия Мадхья-Прадеш Хинди Сахитья Паришад
- 1987 — почётная стипендия Совета по культурным связям правительства Индии
- 1991 — Премия университета Курукшетра
- 2008 — Падма Бхушан за значительный вклад в индийскую литературу и культуру
- 2009 — Премия Джнянпитх.